# Quintus Baebius Tamphilus
Quintus Baebius Tamphilus war ein römischer Beamter, der an den Verhandlungen mit Karthago teilnahm und dabei versuchte, den Zweiten Punischen Krieg zu verhindern.
Fast nichts ist über sein Leben bekannt, er scheint aber Praetor vor 218 v. Chr. gewesen zu sein, denn als Hannibal die mit den Römern verbündete Stadt Saguntum (Sagunt) belagerte und die Sagunter in Rom um Hilfe nachsuchten, sandte der Senat Baebius und Publius Valerius Flaccus nach Hispanien, um Hannibal zum Verlassen Sagunts zu bewegen und anschließend nach Karthago zu reisen, um seine Auslieferung wegen des Bruchs des Vertrags zum Ende des Ersten Punischen Kriegs zu verlangen. Die Delegation wurde von den Karthagern zwar angehört, jedoch stellte sich die Stadt hinter Hannibal.
Später im gleichen Jahr war Baebius erneut Mitglied einer fünfköpfigen – von Livius als „ältere Männer“ (maiores natu) bezeichneten – Delegation, die mit der Kriegserklärung nach Karthago gesandt wurde und anschließend über Hispanien und Gallien zurückreiste, wo sie – mit unterschiedlichem Erfolg – Alliierte anwarben. Danach taucht Baebius in den Quellen nicht mehr auf.
Seine Söhne Gnaeus Baebius Tamphilus and Marcus Baebius Tamphilus wurden beide Konsuln.